# Afrotyphlops lineolatus
Afrotyphlops lineolatus är en ormart som beskrevs av Jan 1864. Afrotyphlops lineolatus ingår i släktet Afrotyphlops och familjen maskormar.
Arten förekommer i västra, centrala och östra Afrika söder om Sahara söderut till Angola och Tanzania. Honor lägger ägg.

## Underarter
Arten delas in i följande underarter:
- A. l. lineolatus
- A. l. tanganicus